# Aguilares (Texas)
Pour les articles homonymes, voir Aguilares.
Aguilares est une census-designated place située dans le comté de Webb, dans l’État du Texas, aux États-Unis. Sa population s’élevait à 21 habitants lors du recensement de 2010.